# ATP de Newport de 2013
O ATP de Newport de 2013 foi um torneio da ATP World Tour de 2013, disputado em quadras de grama na cidade de Newport, nos Estados Unidos. Esta foi a 38ª edição do evento. 

## Distribuição de pontos
| Evento  | V   | F   | SF | QF | Segunda rodada | Primeira rodada | Q  | Q3 | Q2 | Q1 |
| Simples | 250 | 150 | 90 | 45 | 20             | 0               | 12 | 6  | 0  | 0  |
| Duplas  | 250 | 150 | 90 | 45 | 0              | —               | —  | —  | —  | —  |

## Chave de simples

### Cabeças de chave
| País | Jogador                | Rank1 | Cabeça |
| ---- | ---------------------- | ----- | ------ |
| USA  | Sam Querrey            | 19    | 1      |
| USA  | John Isner             | 21    | 2      |
| NED  | Igor Sijsling          | 64    | 3      |
| AUS  | Lleyton Hewitt         | 70    | 4      |
| FRA  | Édouard Roger-Vasselin | 71    | 5      |
| AUS  | Marinko Matosevic      | 72    | 6      |
| FRA  | Kenny de Schepper      | 80    | 7      |
| USA  | Rajeev Ram             | 86    | 8      |

- 1 Rankings como em 24 de junho de 2013

### Outros participantes
Os seguintes jogadores receberam convites para a chave de simples:
- Prakash Amritraj
- Stefan Kozlov
- Nicolas Mahut

Os seguintes jogadores entraram na chave de simples através do qualificatório:
- Adrien Bossel
- Jan Hernych
- Alex Kuznetsov
- Ante Pavić

### Desistências
Antes do torneio
- Brian Baker
- Federico Delbonis

Durante o torneio
- Marinko Matosevic (infecção alimentar)

## Chave de duplas

### Cabeças de chave
| País | Jogador           | País | Jogador                | Rank1 | Cabeça |
| ---- | ----------------- | ---- | ---------------------- | ----- | ------ |
| MEX  | Santiago González | USA  | Scott Lipsky           | 45    | 1      |
| FRA  | Nicolas Mahut     | FRA  | Édouard Roger-Vasselin | 76    | 2      |
| USA  | James Blake       | USA  | Rajeev Ram             | 140   | 3      |
| BRA  | Marcelo Demoliner | BRA  | André Sá               | 144   | 4      |

- 1 Rankings como em 24 de junho de 2013

### Outros participantes
As seguintes parcerias receberam convites para a chave de duplas:
- Prakash Amritraj /  Sam Querrey
- Chris Harrison /  Ryan Harrison

A seguinte parceria entrou na chave de duplas como alternate:
- Eduardo Gil /  Krasimir Kolev

### Desistências
Antes do torneio
- Ryan Harrison (lesão nas costas)

Durante o torneio
- Sam Querrey (lesão no cotovelo)

## Campeões

### Simples
- Nicolas Mahut venceu  Lleyton Hewitt, 5–7, 7–5, 6–3

### Duplas
- Nicolas Mahut /  Édouard Roger-Vasselin venceram  Tim Smyczek /  Rhyne Williams, 6–7(4–7), 6–2, [10–5]